# 徳大寺公俊
徳大寺 公俊（とくだいじ きんとし）は、室町時代の公卿。父は徳大寺実時。号は後野宮。法名は常俊。

## 略歴
- 応安4年（1371年）に徳大寺実時の子として生まれる。
- 至徳3年（1386年）11月27日に参議となる。
- 応永25年（1418年）に右大臣（1418年 - 1419年）となる。
- 応永26年（1419年）1月6日、叙従一位。
- 応永17年（1420年）に太政大臣となる。
- 同年6月6日に出家。
- 正長元年（1428年）に薨去。

## 系譜
- 父：徳大寺実時（1338-1404）
- 母：不詳
- 妻：不詳
  - 男子：徳大寺実盛（1400-1428）